# Fritz
Fritz ist ein männlicher Vorname und Familienname. Es ist die Kurzform von Friedrich (siehe dort für Herkunft und Bedeutung).

## Varianten
- Koseformen: Fritzchen, Fritzl(e), Fritzli, Fritzi (weiblicher Vorname)
- sorbisch: Fryco
- Historische und regionale Abwandlungen des Namens lauten: Frietz, Fritschen, Fritzen, Frizen, Wrycz, Wricon, Wricz, Writzen, Wriza, Wryca, Wrycza, Wrycon
- polnisch: Frycz

## Verbreitung
Im deutschen Sprachraum war der Name sehr häufig, wird aber in jüngerer Zeit seltener verwendet. Er galt als der „typische deutsche Name schlechthin“, umgangssprachlich ist das Wort eine Bezeichnung für Deutschsprachige im Allgemeinen geworden. Im Zweiten Weltkrieg hat es im Englischen und Russischen eine negative Konnotation bekommen (Ethnophaulismus), vergleichbar mit der Bezeichnung Iwan für Russen, und ist eine abwertende Bezeichnung für Deutsche, wie im US-Englischen das Wort Kraut.

## Namensträger

### Familienname

#### A
- Adolf Fritz (1929–2024), österreichischer Paläobotaniker
- Alberich Fritz (1704–1787), österreichischer Ordensgeistlicher, Abt von Heiligenkreuz
- Albert Fritz (Widerstandskämpfer) (1899–1943), deutscher Widerstandskämpfer gegen das NS-Regime
- Albert Fritz (Radsportler) (1947–2019), deutscher Radsportler
- Alena Fritz (* 1989), deutsches Model und Moderatorin, siehe Alena Gerber
- Alexander Fritz (1857–1932), deutscher Schachspieler
- Alfons Fritz (1861–1933), deutscher Gymnasiallehrer und Historiker
- Alfons Fritz (Architekt) (1900–1933), österreichischer Architekt
- Alfred Fritz (Geistlicher, 1860) (1860–1941), deutscher evangelischer Pfarrer, Archivar und Schriftsteller
- Alfred Fritz (Geistlicher, 1886) (1886–1963), deutscher evangelischer Pfarrer, leitender Funktionär der Inneren Mission
- Alfred Herbert Fritz (* 1937), deutscher Fertigungsingenieur
- Anton Fritz (* 1943/1944), österreichischer Historiker und Archivar
- Arlington Fritz (* 1990), dominicanischer Fußballspieler
- Astrid Fritz (* 1959), deutsche Autorin
- August Fritz (1843–1895), deutscher Maler

#### B
- Barbara Fritz (* 1964), deutsche Wirtschaftswissenschaftlerin
- Bernd Fritz (Journalist) (1945–2017), deutscher Journalist, Satiriker und Schriftsteller
- Bernd Fritz (Kunsthistoriker) (Bernd Harald Fritz; * 1947), deutscher Kunsthistoriker und Sachbuchautor, insbesondere zu Porzellan-Geschirr
- Bernhard Fritz (Ingenieur) (1907–1980), deutscher Bauingenieur
- Bernhard Fritz (Politiker) (* 1951), deutscher Politiker (CDU)
- Bill Fritz (William Howard Fritz Jr.; 1892–1941), US-amerikanischer Stabhochspringer
- Bruno Fritz (1900–1984), deutscher Kabarettist und Schauspieler
- Burkhard Fritz (* 1970), deutscher Opernsänger (Heldentenor)

#### C
- Carl Fritz (1864–1931), deutscher Geistlicher, Erzbischof von Freiburg, siehe Karl Fritz (Bischof)
- Carl Fritz (Ingenieur) (1877–1943), deutscher Ingenieur, Baurat und 1926–1932 Präsident des ADAC
- Charlotte Fritz (Charlotte Becher; 1918–2003), österreichische Gerechte unter den Völkern
- Christian Fritz (* 1988), deutscher Pianist
- Christoph Fritz (* 1994), österreichischer Kabarettist
- Clemens Fritz (* 1980), deutscher Fußballspieler

#### D
- Daniel Fritz (Politiker) (1777–1845), deutscher Politiker, MdL Hessen
- Daniel Fritz (Schauspieler) (* 1984), deutscher Schauspieler
- David Fritz (* 1999), österreichischer Fußballspieler
- Dieter Fritz (* 1956), deutscher Fernsehjournalist
- Dietrich Fritz (1923–2018), deutscher Agrarwissenschaftler
- Dominic Fritz (* 1983), deutscher Bürgermeister der westrumänischen Stadt Timișoara

#### E
- Eberhard Fritz (* 1957), deutscher Archivar und Historiker
- Elisabeth Fritz (* 1955), deutsche Richterin, Amtsgerichtspräsidentin und Verfassungsrichterin
- Emil Fritz (1877–1954), deutscher Gastronom und Varietébesitzer
- Erich Fritz (Mediziner) (1899–1989), österreichischer Rechtsmediziner und Hochschullehrer
- Erich Fritz (Unternehmer) (1937–2021), deutscher Unternehmer
- Erich Fritz (Architekt) (1955–2015), deutscher Architekt und Hochschullehrer
- Erich G. Fritz (* 1946), deutscher Politiker (CDU)
- Ernst Fritz (Autor) (1876–1956), deutscher Pädagoge und Schriftsteller
- Ernst Fritz (Jurist) (1900–1978), deutscher Verwaltungsjurist
- Ernst Fritz (Politiker) (1945–2018), österreichischer Politiker (ÖVP)
- Ernst Fritz-Schubert (* 1948), deutscher Autor und Pädagoge
- Erwin Fritz (1927–1992), Schweizer Architekt
- Eugen Fritz (Landschaftsarchitekt, 1878) (Eugen Fritz sen.; 1878–1972), Schweizer Landschaftsarchitekt deutscher Herkunft
- Eugen Fritz (Architekt) (1901–1973), deutscher Architekt
- Eugen Fritz (Landschaftsarchitekt, 1910) (Eugen Fritz jun.; 1910–1997), Schweizer Landschaftsarchitekt und Verbandsfunktionär
- Eva Fritz-Lindner (1933–2017), deutsche Bildhauerin und Keramikerin

#### F
- Ferdinand Fritz (1877–nach 1950), deutscher Politiker (LDPD), MdL Sachsen-Anhalt
- Franz Fritz (1890–1968), deutscher Unternehmer
- Franz Ferdinand Fritz (1772–1840), deutscher Geistlicher, Bischof von Hildesheim
- Franziska Fritz (* 1991), deutsche Bobsportlerin
- Friedrich Fritz (Widerstandskämpfer) (1888–1945), deutscher Widerstandskämpfer
- Friedrich Fritz (Pfarrer) (1905–1978), deutscher katholischer Pfarrer
- Friedrich Fritz (Politiker) (1906–1979), deutscher Politiker (CDU), MdB

#### G
- Gaspard Fritz (1716–1783), Schweizer Komponist
- Gedeon Fritz (1892–1950), österreichischer Politiker (CSP/ÖVP)
- Gejza Fritz (1880–1957), slowakischer Politiker und Jurist
- Georg Fritz (Publizist) (1865–1944), deutscher Finanzbeamter und antisemitischer Publizist
- Georg Fritz (Maler) (1884–1967), deutscher Maler und Grafiker
- Georg Fritz (Unternehmer) (1922–2004), deutscher Unternehmer
- George Fritz (* 1959), deutsch-kanadischer Eishockeyspieler
- Gerd Fritz (* 1943), deutscher Germanist, Linguist und Hochschullehrer
- Gerhard Fritz (Chemiker) (1919–2002), deutscher Chemiker
- Gerhard Fritz (Politiker) (1921–1984), deutscher Politiker (CDU)
- Gerhard Fritz (Historiker) (* 1953), deutscher Historiker und Geschichtsdidaktiker
- Gerhard Fritz (Toxikologe) (* 1960), deutscher Toxikologe
- Gottlieb Fritz (1873–1934), deutscher Bibliothekar
- Gregor Fritz (1693–1774), österreichischer Barockbildhauer
- Günter Fritz (* 1956), österreichischer Journalist und Autor
- Günther Fritz (* 1956), liechtensteinischer Journalist und Politiker (VU)
- Gustav Fritz (Pseudonym Gustav Hartmann; 1885–nach 1963), deutscher Kapellmeister

#### H
- Hans Fritz (Architekt) (1883–1952), österreichischer Architekt und Bühnenbildner
- Hans Fritz (Biochemiker) (* 1935), deutscher Biochemiker, Mediziner und Hochschullehrer
- Hans Fritz (Musikpädagoge) (Johann Fritz; 1947–2018), österreichischer Musikpädagoge
- Hans Fritz (Maler) (* 1949), deutscher Maler
- Hans Fritz (Eishockeyspieler) (* 1958), österreichischer Eishockeyspieler
- Hans-Georg Fritz (* 1932), deutscher Politiker (SPD), MdL Hessen
- Hans-Gerhard Fritz (1939–2015), deutscher Kunststofftechniker
- Hans-Joachim Fritz (Biologe) (* 1945), deutscher Molekularbiologe und Hochschullehrer
- Hans-Joachim Fritz (Architekt) (* 1948), deutscher Architekt und Hochschullehrer
- Hans Peter Fritz (* 1961), österreichischer Fernsehjournalist, siehe Peter Fritz (Journalist)
- Hans-Werner Fritz (* 1953), deutscher General
- Harald Fritz (* 1954), deutscher Fußballspieler
- Harry Fritz (* 1951), kanadischer Tennisspieler
- Hedi Fritz-Niggli (1921–2005), Schweizer Strahlenbiologin
- Heinrich Fritz (Fotograf, 1831) (1831–1913), deutscher Fotograf
- Heinrich Fritz (Fotograf, 1857) (1857–1938), deutscher Fotograf
- Heinrich Fritz (Mediziner) (1909–1998), deutscher Radiologe und Hochschullehrer
- Heinz Fritz (Bildhauer) (1873–1927), deutscher Bildhauer
- Heinz Fritz (1909–1969), deutscher Jurist, Strafverteidiger während der Nürnberger Prozesse
- Helmut Fritz (Fußballspieler) (1918–?), deutscher Fußballspieler
- Helmut Fritz (Schiedsrichter) (1923–1977), deutscher Fußballschiedsrichter
- Helmuth Fritz-Guischard (1951–2021), deutscher Kapellmeister und Dirigent
- Henning Fritz (* 1974), deutscher Handballtorhüter
- Henrieke Fritz (* 1997), deutsche Schauspielerin
- Herbert Fritz Jr. (1915–1998), US-amerikanischer Architekt
- Herbert Fritz (Brigadegeneral) (1916–1996), deutscher Brigadegeneral
- Herbert Fritz (Politiker) (* 1939), österreichischer Wirtschaftspädagoge und Reiseleiter, Mitgründer der Nationaldemokratischen Partei (NDP)
- Herbert Fritz (Festungsverwalter) (1944–2016), österreichischer Festungsverwalter und Autor
- Herbert Fritz (Heimatkundler) (1947–2017), österreichischer Ingenieur und Heimatkundler
- Hermann Fritz (Polarlichtforscher) (1830–1893), deutsch-schweizerischer Polarlichtforscher
- Hermann Fritz (Bildhauer) (1873–1948), deutscher Bildhauer und Medailleur
- Hermann Fritz (Politiker) (1903–1982), österreichischer Politiker (ÖVP)
- Hermann Fritz (Ingenieur) (* 1972), Schweizer Ingenieur und Naturforscher

#### I
- Irving B. Fritz (1927–1996),  US-amerikanischer Physiologe und Endokrinologe

#### J
- Jasmin Fritz (* 1996), deutsche Kanutin
- Jindřich Fritz (1912–1984), tschechischer Schachkomponist
- Joachim Fritz (* 1974), österreichischer Politiker (FPÖ)
- Joachim Fritz-Vannahme (* 1955), deutscher Journalist und Buchautor
- Johann Fritz (Pastor), deutscher Pastor
- Johann Fritz (Klavierbauer) (?–1834), österreichischer Klavierbauer
- Johann Fritz (Rechtswissenschaftler) (1799–1878), deutscher Rechtswissenschaftler und Hochschullehrer
- Johann Fritz (1947–2018), österreichischer Musikpädagoge, siehe Hans Fritz (Musikpädagoge)
- Johann Fritz (* 1958), österreichischer Eishockeyspieler, siehe Hans Fritz (Eishockeyspieler)
- Johann Friedrich Fritz (1798–1870), deutscher Maler und Lithograph
- Johann Georg Fritz (1811–1852), deutscher Münzeisenschneider und Medailleur
- Johann Michael Fritz (* 1936), deutscher Kunsthistoriker
- Johanna Fritz (Coachin) (* 1981), deutsche Coachin und ehem. Illustratorin
- Johanna Fritz (Schauspielerin), deutsche Schauspielerin
- Johanna-Maria Fritz (* 1994), deutsche Fotografin
- Johanne Fritz-Petersen (1879–1961), dänische Theater- und Filmschauspielerin
- Jörg Fritz (* 1960), deutscher Politiker (Bündnis 90/Die Grünen)
- Josef Fritz (Orgelbauer) (1837–1893), deutscher Orgelbauer
- Josef Fritz (Politiker, 1882) (1882–1953), tschechoslowakischer Jurist, Beamter und Politiker
- Josef Fritz (Politiker, 1926) (1926–1975), österreichischer Politiker (ÖVP)
- Joseph Fritz (1856–nach 1907), österreichischer Schriftsteller
- Joß Fritz (1470–1525), deutscher Bauernführer
- Jürgen Fritz (Sozialpädagoge) (* 1944), deutscher Sozialpädagoge
- Jürgen Fritz (Politiker) (* 1949), deutscher Politiker (CDU)
- Jürgen Fritz (Musiker) (* 1953), deutscher Musiker
- Jürgen Fritz (Schachspieler) (* 1965), deutscher Schachspieler
- Julia Fritz-Steuber (* 1967), deutsche Mikrobiologin und Hochschullehrerin

#### K
- Karin Fritz (Politikerin) (* 1957), österreichische Politikerin (GRÜNE)
- Karin Fritz (Bühnen- und Kostümbildnerin), deutsche Kostüm- und Bühnenbildnerin
- Karl Fritz (Gärtner) (1863–1943), deutscher Gärtner, Gartenbaupädagoge und Fachautor
- Karl Fritz (Bischof) (auch Carl Fritz; 1864–1931), deutscher Geistlicher, Erzbischof von Freiburg
- Karl Fritz (Verleger) (1893–1967), deutscher Verleger
- Karl Fritz (Heimatforscher) (1915–nach 1994), österreichischer Heimatforscher
- Karl-Walter Fritz (1931–2022), deutscher Politiker (SPD)
- Karl-Wilhelm Fritz (1945–2017), deutscher Anästhesist und Intensivmediziner
- Karl Wolfgang Fritz (1927–1970), deutscher Internist und Hochschullehrer
- Kaspar Fritz (1716–1783), Schweizer Violinist und Komponist
- Klaus Fritz (* 1958), deutscher Übersetzer
- Klaus-Dieter Fritz (1947–2023), deutscher Flottillenadmiral
- Kunibert Fritz (* 1937), deutscher Künstler
- Kurt von Fritz (1900–1985), deutscher Klassischer Philologe

#### L
- Lance M. Fritz (* 1963), US-amerikanischer Manager

#### M
- Marco Fritz (* 1977), deutscher Fußballschiedsrichter
- Marianne Fritz (1948–2007), österreichische Schriftstellerin
- Markus Fritz (* 1972), österreichischer Basketballspieler
- Martin Fritz (Journalist) (* 1960), deutscher Journalist und Autor
- Martin Fritz (Kurator) (* 1963), österreichischer Kurator, Berater, Publizist und Rektor der Merz Akademie in Stuttgart
- Martin Fritz (Fußballspieler) (* 1966), deutscher Fußballspieler
- Martin Fritz (Autor) (* 1982), österreichischer Autor und Literaturwissenschafter
- Martin Fritz (Nordischer Kombinierer) (* 1994), österreichischer Nordischer Kombinierer
- Martin Fritz (Floorballspieler) (* 1999), österreichischer Floorballspieler
- Marvin Fritz (* 1993), deutscher Motorradrennfahrer
- Matthias Fritz (Fußballspieler) (* 1969), deutscher Fußballspieler
- Matthias Andreas Fritz (* 1968), deutscher Indogermanist und Hochschullehrer
- Max Fritz (Maler) (1849–1920), deutscher Landschaftsmaler
- Max Hermann Fritz (1873–1948), deutscher Bildhauer und Medailleur
- Michael G. Fritz (* 1953), deutscher Schriftsteller
- Miguel Fritz (* 1955), deutscher Ordensgeistlicher, Apostolischer Vikar von Pilcomayo in Paraguay
- Moritz Fritz (* 1993), deutscher Fußballspieler

#### N
- Nicole Fritz (* 1969), deutsche Kunst- und Kulturwissenschaftlerin
- Nikki Fritz (1964–2020), US-amerikanische Schauspielerin und Model

#### O
- Oswald Fritz (1925–2005), deutscher Fußballschiedsrichter
- Otto Fritz (Maler) (1852–nach 1900), österreichischer Maler
- Otto Fritz (Mediziner) (1891–1975), österreichischer Röntgenologe

#### P
- Pat Fritz (* 1964), deutscher Musiker
- Patricia Fritz (* 2001), deutsche Synchronschwimmerin
- Patrick Fritz-Benzing (* 1977), deutscher Bezirkskantor der Erzdiözese Freiburg
- Paul Fritz (Bürgermeister) (1892–1969), deutscher Politiker (NSDAP), 1933 Bürgermeister von Oberndorf am Neckar, 1944 von Rottweil
- Paul Fritz (Agenturgründer) (1923–1988), Schweizer Gründer der Literaturagentur Linder AG (mit Erich Linder und René Chochor), heute Paul & Peter Fritz AG
- Peter Fritz (Geologe) (* 1937), deutscher Geologe
- Peter Fritz (Manager) (* 1943), australischer Geschäftsmann und Manager rumänischer Herkunft
- Peter Fritz (Energietechniker) (* 1952), deutscher Verfahrens- und Energietechniker
- Peter Fritz (Journalist) (Hans Peter Fritz; * 1961), österreichischer Fernsehjournalist
- Philipp Fritz (1878–nach 1942), Architekt

#### R
- Raymond Fritz (1898–1979), französischer Sprinter
- Reinhard Fritz (* 1946), deutscher Maler
- Reinhold Fritz (1884–1950), deutscher Kammersänger (Bassbariton)
- Richard Fritz (* 1949), deutscher Tischtennisspieler
- Robert Fritz (1890–1983), deutscher Jurist
- Roger Fritz (1936–2021), deutscher Schauspieler, Filmemacher und Fotograf
- Roland Fritz (* 1947), deutscher Jurist und Richter
- Rolf Fritz (1904–1992), deutscher Kunsthistoriker
- Rudolf Fritz (Philologe) (1882–1940), deutscher Philologe und Pädagoge
- Rudolf Fritz (Unternehmer) (1886–1975), deutscher Unternehmer und Firmengründer
- Rudolf Fritz (Archivar) (1905–1989), deutscher Historiker und Archivar
- Rudolf Fritz (Künstler) (1935–2017), deutscher Geistlicher und Künstler

#### S
- Samuel Fritz (1654–1725), böhmischer Missionar und Forschungsreisender
- Sebastian Fritz (* 1986), deutscher Schauspieler
- Sherilyn Fritz, US-amerikanische Klimawissenschaftlerin und Hochschullehrerin
- Steve Fritz (* 1967), US-amerikanischer Leichtathlet
- Susanne Fritz (* 1964), deutsche Schriftstellerin

#### T
- Taylor Fritz (* 1997), US-amerikanischer Tennisspieler
- Theobald Fritz (1771–1848), österreichischer römisch-katholischer Theologe und Hochschullehrer
- Theodor Fritz (1911–1941), deutscher evangelischer Geistlicher und NS-Gegner
- Thomas Fritz (* 1955), deutscher Schriftsteller und Dramaturg
- Tiburt Fritz (1950–2010), österreichischer Lehrer, Heimatforscher und Dialektologe

#### U
- Uwe Fritz (* 1963), deutscher Zoologe

#### V
- Volkmar Fritz (1938–2007), deutscher Archäologe

#### W
- Walter Fritz (Physiker) (1902–1983), deutscher Physiker
- Walter Fritz (Sänger) (* 1920), deutscher Sänger (Tenor)
- Walter Fritz (Politiker) (1921–1994), österreichischer Politiker (ÖVP)
- Walter Fritz (Filmwissenschaftler) (1941–2020), österreichischer Filmwissenschaftler
- Walter Helmut Fritz (1929–2010), deutscher Schriftsteller
- Werner Fritz (1932–2020), deutscher Chirurg
- Wilhelm Fritz (Maler) (1874–1948 oder 1955), deutscher Maler, Grafiker und Architekt
- Wilhelm Fritz (Musiker) (1918–1995), österreichischer Lehrer, Musiker, Komponist und Chorleiter
- Wilhelm Fritz (Manager) (1927–2002), deutscher Versicherungsmanager
- Willi Fritz (1894–1949), deutscher Milchtechniker
- William Fritz (1914–1995), kanadischer Sprinter
- Willy Fritz (Ingenieur) (1893–1972), deutscher Bauingenieur und Hochschullehrer
- Willy Fritz (Manager) (1895–nach 1963), deutscher Fabrikant, Wirtschaftsmanager und Verbandsfunktionär
- Wolfgang Fritz (Schriftsteller) (* 1947), österreichischer Schriftsteller
- Wolfgang Fritz (Wirtschaftswissenschaftler) (* 1951), deutscher Ökonom
- Wolfgang D. Fritz (* 1920), deutscher Historiker

### Sonstiger Namensbestandteil
- König Friedrich II. (Preußen), genannt „der Alte Fritz“
- Fritz Hippler, Filmpolitiker
- Fritz the Cat, eine Comicfigur
- Helmut Fritz, Kunstfigur des französischen DJ und Musikproduzenten Laurent Konrad
- Klein Fritzchen, eine Witzfigur
- Fritzchen, eines der Mainzelmännchen
- Fritzle, das Maskottchen des Fußballvereins VfB Stuttgart
- Fritze Flink, eine Kunstfigur von Wolfgang Gruner
- Rundfunk-Fritzle, eine Kunstfigur von Erich Hermann
- Fritz!Box (Router)

### Tiere
- Elefant Fritz (* unbekannt, † 11. Juni 1902 in Tours, Frankreich), Asiatischer Elefant des amerikanischen Zirkusunternehmens Barnum & Bailey
- Gorilla Fritz (* ca. 1963 in Kamerun, † 20. August 2018 im Nürnberger Tiergarten), zeitweise der älteste Gorilla Europas